# Distrito electoral de Bellevue Second III (condado de Sarpy, Nebraska)
Bellevue Second III (en inglés: Bellevue Second III Precinct) es un distrito electoral ubicado en el condado de Sarpy en el estado estadounidense de Nebraska. En el Censo de 2010 tenía una población de 4222 habitantes y una densidad poblacional de 579,5 personas por km².

## Geografía
Bellevue Second III se encuentra ubicado en las coordenadas 41°6′29″N 95°59′4″O / 41.10806, -95.98444. Según la Oficina del Censo de los Estados Unidos, Bellevue Second III tiene una superficie total de 7.29 km², de la cual 7.21 km² corresponden a tierra firme y (1.07%) 0.08 km² es agua.

## Demografía
Según el censo de 2010, había 4222 personas residiendo en Bellevue Second III. La densidad de población era de 579,5 hab./km². De los 4222 habitantes, Bellevue Second III estaba compuesto por el 86.69% blancos, el 5.12% eran afroamericanos, el 0.28% eran amerindios, el 2.98% eran asiáticos, el 0.07% eran isleños del Pacífico, el 0.83% eran de otras razas y el 4.03% pertenecían a dos o más razas. Del total de la población el 5.07% eran hispanos o latinos de cualquier raza.